# 이휘종
이휘종(1991년 5월 15일 ~ )은 대한민국의 배우이다.

## 학력
- 한국예술종합학교 연극원 연기과 학사

## 출연작

### 영화
- 《나를 구하지 마세요》 (2020년) - 담임선생님 역
- 《마사지》 (2017년)
- 《걱정말아요》 (2017년) - 용근 역
- 《카트》 (2014년) - 대체알바 2 역

### 드라마
- 《로스쿨》 (2021년, JTBC) - 고영창 역
- 《킹더랜드》 (2023년, JTBC) - 사진 작가 2 역
- 《힙(HIP)하게》 (2023년, JTBC) - 염종혁 역
- 《종말의 바보》 (2024년, Netflix) - 조인태 (옥토끼) 역

### 연극
- 《마우스피스》
- 《B클래스》
- 《보이스 오브 밀레니엄》
- 《히스토리 보이즈》
- 《세월호 - 공중의 방》

### 뮤지컬
- 《스웨그에이지》
- 《뱀파이어 아더》
- 《땡큐 베리 스트로베리》
- 《번지점프를 하다》
- 《브라더스 까라마조프》
- 《전설의 리틀 농구단》
- 《찌질의 역사》
- 《나머지 수업》

## 수상
- 2019년 제3회 한국뮤지컬어워즈 남우 신인상